# Acanthochondria clavata
Acanthochondria clavata är en kräftdjursart som först beskrevs av Bassett-Smith 1896.  Acanthochondria clavata ingår i släktet Acanthochondria och familjen Chondracanthidae. Arten är reproducerande i Sverige. Inga underarter finns listade i Catalogue of Life.